# Versus (Mr. Children)
Versus è il terzo album del gruppo musicale giapponese Mr. Children pubblicato il 1º settembre 1993. L'album è arrivato alla terza posizione della classifica Oricon ed ha venduto 802 140 copie.

## Tracce
1. Another Mind - 5:01
2. Main Street ni ikou (メインストリートに行こう?) - 3:45
3. And I close to you - 4:12
4. Replay - 4:29
5. Marmalade kiss (マーマレード・キッス?) - 4:33
6. Shinkirou (蜃気楼?) - 4:41
7. Toubousha (逃亡者?) - 4:09
8. Love - 4:04
9. Sayonara wa yume no naka he (さよならは夢の中へ?) - 5:44
10. my life - 4:27